# باقم (صعدة)

تعديل مصدري - تعديل

باقم هي مدينة ومركز مديرية باقم بمحافظة صعدة اليمنية، بلغ تعداد سكانها 4842 نسمة حسب الإحصاء الذي أجري عام 2004.